# Melitaea pyrenemontana
Melitaea pyrenemontana är en fjärilsart som beskrevs av Rütimeyer 1942. Melitaea pyrenemontana ingår i släktet Melitaea och familjen praktfjärilar. Inga underarter finns listade i Catalogue of Life.